# 2013年11月臺灣
| << | 2013年11月 （民國102年） | >> |    |    |    |    |
| \| 日 \| 一 \| 二 \| 三 \| 四 \| 五 \| 六 \| \| \| \| \| \| \| 1 \| 2 \| \| 3 \| 4 \| 5 \| 6 \| 7 \| 8 \| 9 \| \| 10 \| 11 \| 12 \| 13 \| 14 \| 15 \| 16 \| \| 17 \| 18 \| 19 \| 20 \| 21 \| 22 \| 23 \| \| 24 \| 25 \| 26 \| 27 \| 28 \| 29 \| 30 \| \| \| \| \| \| \| \| \| |                          |    |    |    |    |    |
| 臺灣新聞動態／維基新聞 |                          |    |    |    |    |    |
| 世界／中国大陆／臺灣 |                          |    |    |    |    |    |
| 日 | 一                       | 二 | 三 | 四 | 五 | 六 |
| |                          |    |    |    | 1  | 2  |
| 3 | 4                        | 5  | 6  | 7  | 8  | 9  |
| 10 | 11                       | 12 | 13 | 14 | 15 | 16 |
| 17 | 18                       | 19 | 20 | 21 | 22 | 23 |
| 24 | 25                       | 26 | 27 | 28 | 29 | 30 |
| |                          |    |    |    |    |    |

## 11月1日
- 檢察總長黃世銘因於司法關說案未偵結前即向總統馬英九報告，被台北地檢署以違反偵查不公開原則依洩密罪起訴；黃世銘則於下午4時發表聲明如一審宣判有罪即辭職。[1][2]

- 第50屆金馬獎入圍名單由侯孝賢與聞天祥公布，該屆有265部作品報名角逐金馬獎，為歷屆之最。最多入圍電影由香港導演王家衛執導的《一代宗師》獲得，計入圍11項。[3][4]

- 攝影師齊柏林所執導台灣首部以空拍影像製作的電影、台灣電影史上耗資最高的紀錄片《看見台灣》正式上映。[5]

## 11月2日

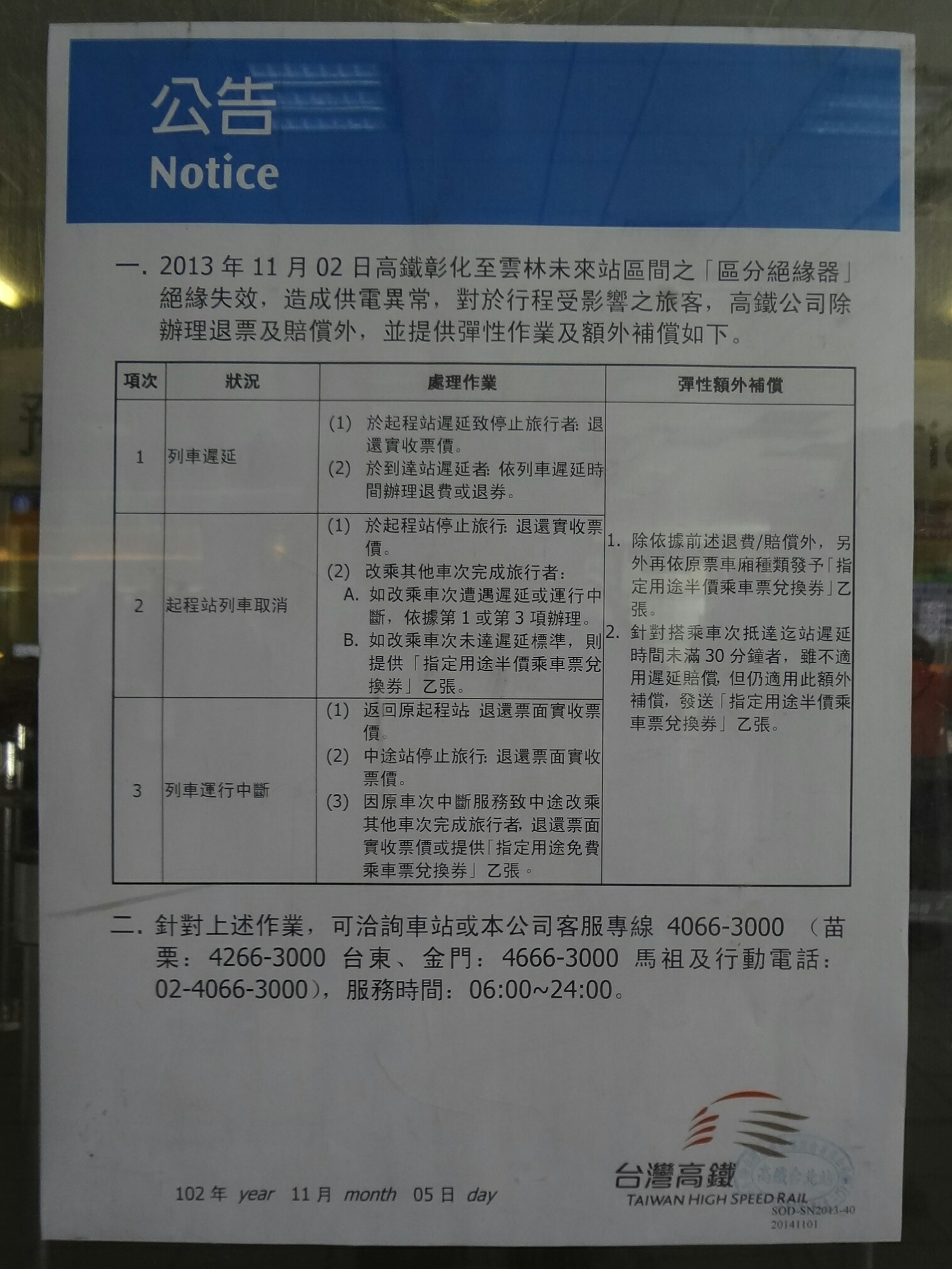
高鐵針對停駛事件發布的公告

- 高鐵上午因雲林站的「區分絕緣」開關失效導致跳電，造成台中至嘉義段停駛約兩小時，影響人數約3.2萬人。3日，高鐵公布跳電原因為鹽害與濕氣超乎預期，導致開關失效。[6][7]

## 11月3日
- 頂新集團旗下頂新製油實業公司屏東廠被發現替味全代工生產的21項調和油產品有使用大統長基問題油品，除被要求下架產品外還將被處以300萬至1,500萬元之罰緩。[8]
- 紐倫堡國際發明展於11月3日結束，代表團一共獲得20面金牌、34面銀牌、16面銅牌，還有一項大會特別獎，總成績排名全球第三。[9]

## 11月4日
- 中華民國陸軍向美國購買30架AH-64E阿帕契直升機，其中首批6架已抵達高雄港。[10][11]
- 央行公布外匯存底截至2013年10月底金額為4,156.1億美元，較9月底增加29.9億美元，已連續4個月創新高。[12][13]

## 11月5日
- 宏碁公布第三季財報虧損達131.2億元，為此董事長兼執行長王振堂宣布請辭，董事長職務至2014年6月底屆滿，執行長則於2014年1月1日由現任總經理翁建仁接任；創辦人施振榮回鍋擔任變革委員會召集人以協助後續轉型。[14][15][16]

## 11月6日
- 衛生福利部公布進口銅葉綠素的盤商及下游廠商，包括台灣比菲多、佳格以及生產「五木拉麵」的興霖食品等7家。[17]
- 調查局台北市調處以犯罪嫌疑人身分約談味全董事長魏應充、總經理張教華，7日凌晨移至台北地檢署複訊，偵訊後魏應充與張教華分別以1,000萬元、500萬元交保，並限制出境。[18][19]
- 中華職棒舉行2013年球季頒獎典禮，義大犀牛隊林益全獲得年度MVP、最佳十人一壘手、全壘打王、打擊王、安打王、銀棒獎六項獎項，為最大贏家。[20][21]

## 11月7日
- 經濟部長張家祝宣布台星經濟夥伴協定（全名「新加坡與台灣、澎湖、金門及馬祖個別關稅領域經濟夥伴協定」，ASTEP）於新加坡簽署完成。[22][23]

## 11月8日
- 衛生福利部持續追蹤混油問題，發布5家曾經購買銅葉綠素的廠商，食品藥物管理署研究中的銅葉綠素檢驗方法可望檢測出油品中是否違法添加銅葉綠素。[24]

## 11月9日
- 東北角鼻頭龍洞地質公園疑因強烈颱風海燕的外圍氣流產生瘋狗浪襲擊多名遊客，造成8死8傷。[25][26]

## 11月10日
- 國民黨於台中市中港體育館舉辦第19屆全代會，會中通過總統兼任主席等黨章修正案；會場外則發生多起衝突。[27][28][29]

## 11月12日
- 統一企業董事會宣布董事長高清愿請辭，由現任總經理羅智先接任。[30][31]

## 11月15日
- 甘比亞總統叶海亚·贾梅宣布基於國家戰略利益即日起與中華民國（台灣）斷絕外交關係。[32][33]

## 11月17日
- 刑事局破獲歷年最大走私毒品案，走私集團將市值90億元的海洛因藏於音響音箱內，再用航空貨運方式試圖闖關。[34][35]

## 11月18日
- 外交部宣布基於國家尊嚴與活路外交原則即日起終止與甘比亞的外交關係，除撤離使館、外交人員外並終止所有援助計畫；邦交國則減為22國。[36][37][38]

## 11月19日
- 民進黨宣佈在經過11月18日舉行的初選民調後，確定由李文忠代表民進黨參加2014年南投縣長選舉。[39]

## 11月20日
- 在台中洲際棒球場舉行的亞洲職棒大賽冠軍賽中，由中職統一獅出戰澳洲坎培拉騎兵爭奪冠軍。最終以4比14不敵坎培拉騎兵隊，成為亞軍。[40]

## 11月21日
- 商業周刊封面專題報導揭露台灣大部分的牛乳產品都檢測出多樣的非法添加藥物，報導中引用銘傳大學陳良宇副教授的檢驗效力不明確的報告，指出市面上超過六成以上的牛乳製品都有禁藥的代謝物。[41][42][43]

## 11月23日
- 第50屆金馬獎於國父紀念館舉行，最佳男女主角分別為李康生、章子怡，最佳劇情片為《爸媽不在家》，最佳導演為蔡明亮。台灣首部以空拍影像製作的電影《看見台灣》則榮獲最佳紀錄片。[44]
- 中华人民共和国国防部划设东海防空识别区（包含釣魚台）[45]。中華民國外交部長林永樂稱「此舉不影響我捍衛主權和漁權的決心，並與美、日進行必要聯繫。」行政院陸委會稱秉持「東海和平倡議」精神，盼各方和平對話，解決爭端。交通部民用航空局也表示台灣客機會向中國發出類似的通知。[46]

## 11月24日
- 台北捷運信義線即日起與北投線直通營運。[47]

## 11月26日
- 馬英九在接見「第30屆中日工程技術研討會」的與會日本學者時表示，在真正危機已接近失控情況下，可摧毀整個電廠，避免輻射外洩。[48]

## 11月27日
- 入冬以來第一個寒流來襲，不僅合歡山和玉山皆下雪，台灣最低溫在淡水下探至攝氏10度，並因為溫差過大造成10人猝死。[49]

## 11月28日
- 於多日前新北市3個月大的女嬰因飲用含鈉量過高，導致高血鈉症併發急性腎衰竭死亡，高鈉奶粉殺嬰案的大伯母出面坦承犯案，在9月至10間先後將至少三種不同鹽巴摻入奶粉，檢方對其申請羈押並獲准。[50][51]

## 11月30日
- 台灣兩家醫學學會共同研發出首款氣喘APP。[52]

- 導演齊柏林的紀錄片作品《看見台灣》引起對國土保育問題的關注。行政院長江宜樺指示行政院成立「國土保育專案小組」，不過學者批判政府政策失誤，台灣水資源保育聯盟表示應該要停止環保法修改。[53]